# Station Allerød
Station Allerød is een S-tog-station in de plaats Lillerød, gemeente Allerød, Denemarken. Het station is geopend op 8 juni 1864 als onderdeel van de spoorlijn Kopenhagen - Hillerød van Det Sjællandske Jernbaneselskab. Al snel kreeg deze lijn de bijnaam Nordbanen. Tot 18 mei 1952 heette het station overigens Lillerød; vanwege mogelijke verwarring met het gelijkklinkende Hillerød, is er voor gekozen om de stationsnaam te veranderen in Allerød.
Sinds 26 mei 1968 is station Allerød een halte van de S-tog.
Solrød Strand · Karlslunde · Greve · Hundige · Ishøj · Vallensbæk · Brøndby Strand · Avedøre · Friheden · Åmarken · Ny Ellebjerg · Sjælør · Sydhavn · Dybbølsbro · København H · Vesterport · Nørreport · Østerport · Nordhavn · Svanemøllen  · Hellerup · Jægersborg · Lyngby · Holte · Birkerød ·  Høvelte · Allerød · Hillerød